# Писающая девочка
Пи́сающая девочка (нидерл. Jeanneke Pis) — фонтан и статуя размером около 50 см в Брюсселе, созданная в 1985 году Дени-Адрианом Дебуври и установленная в 1987 году. Представляет собой нагую девочку, писающую в установленный ниже резервуар.
По поводу создания статуи Писающей девочки существует несколько гипотез. По одной из них, статуя является пародийной парой к символу Брюсселя — Писающему мальчику, с XVII века расположенному в районе площади Гран-плас. Писающая девочка находится, в свою очередь, неподалёку от этой площади, в конце тупиковой аллеи Верности (Impasse de la Fidélité / Getrouwheidsgang), отходящей от улицы Rue des Bouchers / Beenhouwersstraat, где расположена в нише, обнесённой решёткой в целях безопасности.

## Описание
Первоначальное название скульптуры — Jeanneke Pis, что в переводе на русский язык означает «Писающая Жанна». Скульптура была создана и установлена в 1985 году, гораздо позже, чем «Писающий Мальчик». Автором идеи и создателем скульптуры был Дени-Адриан Дюбуври. Эту скульптуру часто ставят в паре с «Писающим мальчиком». Действительно, скульптуры очень похожи.
Девочка изображена обнаженной, а высота памятника составляет около 50 сантиметров. Ребёнок застыл в характерной позе — на корточках — для удовлетворения естественной потребности. Волосы девочки завязаны в маленькие забавные хвостики, а на лице — озорная улыбка. По мнению одного из наблюдателей, общее выражение лица скульптуры отражает удовольствие, получаемое от процесса мочеиспускания. Как бы то ни было, «Писающая девочка» — это и статуя, и фонтан. В этом памятнике, как и у знаменитого мальчика, тонкая струйка воды вытекает из «самого интересного места».